# متحف البريد (مصر)
متحف البريد المصري هو متحف يحكي قصة الهيئة المصرية القومية للبريد مذ يوم تأسسه عام 1886 وإلى الآن، اُفتُتِح المتحف قبل مؤتمر البريد العالمي العاشر في القاهرة وتعود فكرته إلى الملك فؤاد.

## أقسام المتحف
ينقسم متحف البريد لعدة أقسام هي:

### القسم التاريخي
يحتوي هذا القسم على نماذج لتطور الكتابة والرسالات على مر العصور المختلفة، كـلوحة نارمر و محابر من الحقبة الفرعونية والحقبة الرومانية والحقبة القبطية.

### قسم المؤتمرات
يحتوي على صور لمؤسس اتحاد البريد العام وصور أعضاء مؤتمرات البريد الدولية من عام 1874 وحتى عام 1924، كما ويحتوي هذا القسم على الاتفاقيات التي حصلت في كل مؤتمر.

### قسم أدوات البريد
يشتمل على مجموعات متنوعة من الحقائب البريدية ومحافظ الطوابع والأختام القديمة والحديثة وصناديق خطابات آلية ويدوية.

### قسم الملابس
يحتوي على أنواع مختلفة من الملابس لكبار الموظفين ولرؤساء الأقسام والموزعين وشارات قماشية ونحاسية مختلفة.

### قسم المباني
يحتوي على نماذج مُصغرة لبعض المباني البريدية كمصلحة البريد في القاهرة.

### قسم الخرائط والإحصاءات
يحتوي على خرائط ورسومات بيانية وإحصائية تُظهِر تَطور أعمال المصلحة من مراسلات مسجلة أو عادية، ويُظهر هذا القسم الطرود البريدية

### قسم النقل
يحتوي هذا القسم على نماذج من وسائل متنوعة لنقل البريد سواءً كانت قديمة أو حديثة كالعربات والبواخر.

### قسم الطوابع
يحتوي على مجموعات من الطوابع المصرية والأجنبية وألواح لصنع الطوابع، ويحتوي أيضًا على مجموعة من النماذج التي تسرد خُطوات العمل في صُنع طوابع، ويضم تصنيفًا فريدًا لمجموعات الطوابع لكل من البريد الأوروبي والبريد الأفريقي والبريد الآسيوي والبريد الأمريكي والبريد الأسترالي.

### قسم البريد الجوي
يحتوي على نماذج مختلفة من الحمام الزاجل ونماذج لبعض الطائرات من شركة الطرق الجوية الإمبراطورية وشركة خطوط الطيران الهولندية، ونموذج لأول خطاب ورد إلى الإسكندرية من لندن في 17 أغسطس 1929، وأول خطاب أُرسِلَ بالبريد الجوي

### القسم الأجنبي
يحتوي على مجموعة صور لمباني ومتاحف بعض الإدارات البريدية الأجنبية، وبعض الأدوات المستخدمة في تلك الإدارات.
1. ↑   https://www.lonelyplanet.com/egypt/cairo/attractions/postal-museum/a/poi-sig/406746/355225. اطلع عليه بتاريخ 2022-07-22. {{استشهاد ويب}}: |url= بحاجة لعنوان (مساعدة) والوسيط |title= غير موجود أو فارغ (من ويكي بيانات) (مساعدة)